# Párizsi kódex

A Párizsi kódex utolsó két lapja

A Párizsi kódex (Codex Peresianus vagy Codex Péreza) a fenn maradt négy maja könyv egyike.  
A drezdai- és a madridi kódexnél jóval rövidebb a Párizsi kódex, azaz Codex Peresianus, melynek hossza mindössze 1,45 méter, szintén 13 cm széles, 24 lapból áll. A lapoknak többnyire csak a középső része olvasható, a széli részek szinte teljesen elmosódottak. A kódex szent rituálékkal foglalkozik, itt is találunk csillagászati adatokat, de az Initiale Sorozatok és a tzolkin beosztás egyaránt hiányzik.
E könyvtár kürtőjében León de Rosny 1859-ben talált egy odavetett kosarat, benne a kódexet. A 23. és 24. oldalon fantasztikus állatok rajza látható, amint azok függeszkednek az égbolt glyphájáról, amely itt az Ekliptikának felel meg. A 13 állat megfelel a maja zodiákusnak. A maják tizenhárom konstellációt ismertek, ezek közül kilenc hasonlít a mi csillagképeinkhez, egy pedig (a Skorpió) teljesen megegyezik.
A kódexet a Párizsi Nemzeti Könyvtár őrzi. Keletkezése i.sz. 1450-re tehető.